# Équinoxe Télévision
Pour les articles homonymes, voir Équinoxe (homonymie) et Radio Équinoxe (homonymie).
Équinoxe Télévision est une station de télévision généraliste privée camerounaise fondée en 2006.

## Genèse
La télévision est dirigée par Séverin Tchounkeu, qui a participé à sa fondation et qui possède également un quotidien critique, La Nouvelle Expression.  

## Réputation
La station a construit sa réputation pendant les années difficiles de 2008 à 2011. Elle a diffusé des images d'une manifestation politique contre le changement constitutionnel au Cameroun, qui a favorisé le maintien au pouvoir du président Paul Biya après 2011. Alors qu'il arrivait au terme de son deuxième mandat. 
La station a été suspendue de diffusion en janvier 2008, provoquant une large manifestation à Douala où se trouve son siège. 
En mars 2020, à la suite des accusations et menaces de Atanga Nji, ministre de l'administration territoriale, de relayer le rapport de Human Rights Watch sur le massacre de Ngarbuh, Séverin Tchounkeu se défend énergiquement, de diriger une radio milles collines,,, non républicaine et de haine,,,,.
En 2020, la chaîne détient la première audience du Cameroun, devant TV Novelas et TV5 Monde

## Programmes et émissions célèbres
La chaîne propose des programmes politiques dont l'un des plus populaires « Droits De réponse » est diffusé tous les dimanches à partir de 12 h 00. « Droits De réponse » est suspendu par le CNC en 2024.

## Journalistes
Certains journalistes qui travaillant actuellement pour la chaîne de télévision comprennent, entre autres, Herve, K, Vivian Kamwa, Nfor Hanson, Jack Ekwe Kingue, Sandrine Yanga, Julie Ngue, Chris Thobie, Roland Akong, Marcelin Ngansop, Cédric Noufélé et Serge Alain Ottou. 